# Spartan (Film)
Spartan ist ein US-amerikanischer Actionfilm von David Mamet mit Val Kilmer, Derek Luke und William H. Macy aus dem Jahr 2004. Er wurde in Deutschland direkt auf DVD veröffentlicht.

## Handlung
Robert Scott ist ehemaliger Master Gunnery Sergeant der US-Marines und bildet Rekruten für verdeckte Operationen aus. Er bildet Curtis aus, den er später für seine Einheit auswählt. Auch trifft er die Ausbilderin Sergeant Jacqueline Black.
Scott wird für eine Notoperation in Boston verpflichtet, die die Tochter des Präsidenten Laura Newton suchen und retten soll. Laura wird seit einigen Tagen vermisst und dies wird vor den Medien geheim gehalten. Scott erfährt, dass sie sich in einem Club prostituiert haben könnte und so von den Hintermännern verschleppt werden konnte, ohne deren wirkliche Identität zu kennen.
Nach der Folter des vermeintlichen Zuhälters erfährt Scott die Adresse der „Kontaktagentur“. Dort erfährt er, dass Laura unter Drogen gesetzt und verschleppt wurde, während sie nicht wussten, wen sie da in ihrer Gewalt hatten. Im Laufe der Ermittlungen vermuten sie Laura in einem Strandhaus. In diesem können sie Laura nicht finden. Eine Abhöroperation führt zu einem Gefängnisinsassen, dessen Befreiung inszeniert wird um sich von diesem zu Laura führen zu lassen. Während der Flucht kommt der Insasse um. In der Presse wird über Lauras Tod bei einem Bootsunfall berichtet. Daraufhin wird die Operation eingestellt. Allerdings erinnert sich Curtis im Strandhaus Anzeichen für Lauras Anwesenheit bemerkt zu haben. Und überzeugt Scott dort nach weiteren Beweisen zu suchen. Curtis stirbt in einem Hinterhalt.
Scott glaubt, dass die Regierung gelogen hat und versucht die Wahrheit aufzudecken. Er erfährt, dass Lauras zufällige Entführung darauf zurückzuführen ist, dass der Präsident zusätzlichen Schutz brauchte, da er für eine Affäre in die Stadt gekommen ist und Secret-Service-Leute abziehen ließ. Die Berater des Präsidenten täuschten dann den Tod Lauras vor, um diesen vor den politischen Auswirkungen zu schützen.
Scott fliegt nach Dubai und kann Laura befreien. Auf dem Flughafen kommt es zu einer Schießerei, in der Scott verwundet wird und Black ihm zu Hilfe eilt. Laura kann mit einem Flugzeug entkommen und Black stirbt an einer Schusswunde. In den USA wird die Rettung Lauras als meisterhafte Operation der Geheimdienste gefeiert, während Scott in London untertaucht.

## Kritiken
„Konfus, träge und unglaubwürdig erzählte Agentengeschichte mit einem fehlbesetzten Macho-Helden, wodurch der farblose Charakter aus der Retorte nicht den Hauch einer authentischen Persönlichkeit gewinnt. Was als typischer Actionfilm beginnt, reduziert sich schnell auf hausbackenes Geballere und Gequäle.“

„Überzeugende Darsteller und eine packende, wenn auch nicht ganz stimmige Story um Macht, Moral und Loyalität heben den zynischen Thriller von Regisseur und Autor David Mamet (‚Heist – Der letzte Coup‘) über den Durchschnitt hinaus. Nur schade, dass der wunderbare William H. Macy (‚Fargo‘) kaum mehr als ein paar Minuten im Bild ist. Fazit: Systemkritik, klug als Thriller verpackt“

## Trivia
- Alexandra Kerry (Tochter des Kandidaten der Demokratischen Partei bei den US-Präsidentschaftswahlen 2004 John Kerry) spielt eine Nebenrolle als Barkeeperin.
- Die Dubai-Szenen wurden in Los Angeles gedreht.
- Der Film nahm weltweit 8 Millionen US-Dollar an den Kinokassen ein.[4] Gekostet hatte er zwischen 19 und 23 Millionen US-Dollar[5]
- Der Filmtitel bezieht sich auf Leonidas I., König von Sparta, der angeblich immer nur einen Soldaten schickte, wenn ihn Verbündete um Hilfe baten.